# Rio Aiguamotx
Le Rio Aiguamotx est une rivière du Val d'Aran en Espagne, elle prend naissance dans les Pyrénées espagnole. C'est un affluent de la Garonne.

## Géographie
De 14,4 km de longueur, le Rio Aiguamotx est une rivière qui prend sa source dans les Pyrénées Gran Tuc de Colomers en limite dans le parc national d'Aigüestortes et lac Saint-Maurice et se jette dans la Garonne en rive gauche à Tredòs.